# 중화인민공화국의 텔레비전 드라마 목록/연대별
중화인민공화국의 텔레비전 드라마 목록 (연대별)에서는 중화인민공화국의 드라마를 서술한다.

## 목록
- 2000년대 중화인민공화국의 텔레비전 드라마 목록
- 2010년대 중화인민공화국의 텔레비전 드라마 목록

## 같이 보기
- 중화인민공화국의 텔레비전 드라마 목록